# 貢川村
貢川村（くがわむら）は山梨県中巨摩郡にあった村。現在の甲府市中心部の西方、荒川右岸、国道52号沿線にあたる。

## 地理
- 河川：荒川、貢川

## 歴史
- 1875年（明治8年）6月 - 巨摩郡竜王下河原村・富竹村・徳行村・上石田村が合併して貢川村となる。
- 1878年（明治11年）7月22日 - 郡区町村編制法の施行により、貢川村が中巨摩郡の所属となる。
- 1889年（明治22年）7月1日 - 町村制の施行により、貢川村が単独で自治体を形成。
- 1937年（昭和12年）8月1日 - 甲府市に編入。同日貢川村廃止。

## 交通

### 鉄道路線
- 山梨交通
  - 電車線
    - 上石田駅 - 貢川駅 - 徳行駅